# Governo Provisório da Síria
O Governo Provisório da Síria (GPS) é um governo alternativo na Síria, formado pelo grupo de oposição Coalizão Nacional das Forças Revolucionárias e de Oposição Sírias, e afirma ser o único governo legítimo da Síria. O Governo Interino Sírio constitui uma administração separada nos territórios controlados pela Turquia no norte da Síria e tem autoridade parcial lá. A sede do governo interino na Síria está localizada na cidade de Azaz, na província de Aleppo.

## História
Em uma conferência realizada em Istambul em 19 de março de 2013, a Coalizão Nacional Síria (CNS) elegeu Ghassan Hitto como primeiro-ministro de um governo interino sírio. Hitto anunciou que seria formado um governo técnico liderado por 10 a 12 ministros, com o ministro da defesa a ser escolhido pelo Exército Livre da Síria. No início, o Governo Provisório estava “ baseado no exílio e não tinha uma base organizacional dentro da Síria”. Pretendia-se que os novos ministérios não fossem colocados num único local, mas sim distribuídos em regiões sob o controlo da oposição síria.
Um cristão, um curdo e uma mulher fizeram parte do primeiro gabinete; Ahmad Ramadan, do CNS, declarou que o gabinete foi nomeado com base na meritocrática. A componente assíria da Coligação Nacional afirmou que não recebeu qualquer atenção na selecção do gabinete. A sua Assembleia Geral tem uma função administrativa. O primeiro gabinete interino foi dissolvido em julho de 2014. Um novo gabinete foi formado em outubro de 2014.
O Governo Provisório tem sido a principal autoridade civil na maioria das áreas controladas pela oposição na Síria. O seu sistema de conselhos administrativos locais opera serviços como escolas e hospitais nessas áreas. Em dezembro de 2015, o Governo Provisório fundou a Universidade Livre de Aleppo (FAU), como uma alternativa às universidades administradas pelo governo; estima-se que 7.000 estudantes estavam matriculados na FAU no início de 2018, com campi em territórios controlados pela oposição em cinco províncias. Em Janeiro de 2018, o Governo Provisório transferiu a administração da Universidade de Idlib para a cidade de Bashqateen, no oeste de Aleppo. No final de Setembro de 2016, o ministro interino do governo sírio para a administração local estava entre uma dúzia de pessoas mortas por um bombista suicida do EIIL na cidade de Inkhil, no sul do país.
O Governo Provisório estava sediado na Turquia e recebeu financiamento directo dos Estados Unidos. Em janeiro de 2015, o governo interino sírio recebeu US$ 6 milhões dos Estados Unidos, o primeiro financiamento desse tipo. Os fundos seriam utilizados para esforços de reconstrução e fortalecimento do governo local em partes da Síria controladas pela oposição, como o norte de Aleppo e o noroeste de Idlib, com o governo interino a planear expandir-se para o norte de Latakia e o norte de Hama nos meses seguintes. Em Agosto de 2017, o Governo Provisório sírio deixou de pagar salários aos trabalhadores e o trabalho dentro do governo interino tornou-se trabalho voluntário . À medida que a ocupação turca do norte da Síria cresceu a partir de 2016, o Governo Provisório mudou-se para os territórios controlados pela Turquia e começou a exercer autoridade parcial nesses territórios, incluindo o fornecimento de documentos aos cidadãos sírios.
No final de 2017, o Governo Provisório presidia 12 conselhos provinciais e mais de 400 conselhos locais eleitos. Realizou eleições na província de Idlib em 2017. Também opera uma importante passagem de fronteira entre a Síria e a Turquia, que gera uma receita estimada de 1 milhão de dólares por mês. Em áreas de oposição fora das ocupadas pela Turquia, o Governo Provisório está em conflito com o Governo de Salvação Islâmico da Síria pelo controle desde setembro de 2017.
Em 30 de dezembro de 2017, pelo menos 30 facções operando sob a bandeira do Governo Interino Sírio se fundiram em um grupo armado unificado após quatro meses de preparativos. Jawad Abu Hatab, primeiro-ministro e ministro da Defesa do Governo Provisório, anunciou a formação do Exército Nacional Sírio (SNA) após reunião com comandantes rebeldes na cidade de Azaz. O organismo recém-formado afirmou ter 22.000 combatentes, muitos deles treinados e equipados pela Turquia. A Frente Nacional de Libertação também está alinhada ao Governo Provisório Sírio e acabou se tornando um subgrupo do SNA.

## Primeiros-ministros
| Nº  | Retrato | Nome                                     | Assumiu o cargo        | Saiu do escritório     | Partido político        | Partido político        | Nota(s)                                                   |
| --- | ------- | ---------------------------------------- | ---------------------- | ---------------------- | ----------------------- | ----------------------- | --------------------------------------------------------- |
| —   |         | Ghassan Hitto Primeiro-ministro interino | 18 de março de 2013    | 14 de setembro de 2013 | Independente            | Independente            | Não conseguiu formar um governo; renunciou em 8 de julho. |
| 1   |         | Ahmad Tu'mah                             | 14 de setembro de 2013 | 22 de julho de 2014    | Independente            | Independente            | —                                                         |
| (1) |         | Ahmad Tu'mah                             | 14 de outubro de 2014  | 17 de maio de 2016     | Independente            | Independente            | Segundo mandato.                                          |
| 2   |         | Jawad Abu Hatab                          | 17 de maio de 2016     | 10 de março de 2019    | Independente            | Independente            | —                                                         |
| 3   |         | Abdurrahman Mustafa                      | 30 de junho de 2019    | Titular                | Conselho Nacional Sírio | Conselho Nacional Sírio | —                                                         |

## Lista de ministros
| Titular                | Escritório                      | Desde                 | Até     |
| ---------------------- | ------------------------------- | --------------------- | ------- |
| Akram Tomeh            | Vice-primeiro-ministro          | 12 de julho de 2016   | Titular |
| Salim Idris            | Ministro da Defesa              | 1 de setembro de 2019 | Titular |
| Jawad Abu Hatab        | Ministro do Interior            | 12 de julho de 2016   | Titular |
| Abdel Moneim Alhalabi  | Ministro das Finanças           | 12 de julho de 2016   | Titular |
| Mohammed Firas Aljundi | Ministro da Saúde               | 12 de julho de 2016   | Titular |
| Abdul Aziz Aldughem    | Ministro do Ensino Superior     | 12 de julho de 2016   | Titular |
| Imad Albarq            | Ministro da Educação            | 12 de julho de 2016   | Titular |
| Yaaquoub Alammar       | Ministro da Administração Local | 12 de julho de 2016   | Titular |
| Jamal Kallash          | Ministro da Agricultura         | 12 de julho de 2016   | Titular |
| Abdullah Razzouk       | Ministro dos Serviços           | 12 de julho de 2016   | Titular |